# Gregenti
Gregenti (Gregentius, Γρηγέντιος), fou arquebisbe de Tephar (Zafar) (Τεφὰρ, la Sapphar, Σάπφαρ de Ptolemeu i la Saphar, Σάφαρ d'Arrià), capital dels homerites (himiarites) una nació del Iemen.
Al llibre de l'església grega, Menaea, és anomenat Γριγεντῖνος, i descrit com a nadiu de Milà, fill d'Agapi i de Teodota, però a una altra obra eslava apareix com a fill d'Agapi i Theotecna, i casat amb una dona de Lopliana a la frontera entre Avària (probablement Hongria) i Àsia (probablement Ucraina)
Va anar a Alexandria on va fer vida d'anacoreta fins que el patriarca Asteri el va enviar al país dels homerites, al Iemen, que havia estat dominat pel rei Elesbaan d'Etiòpia (Axum) i havia posat fi a les persecucions contra els cristians que havia fet el rei jueu Dunaan.
Al temps de la missió de Gregenti el sobirà del país era Abramius, instal·lat al tron per Elesbaan, i al que més tard el va succeir (el 552, després de 30 anys de regnat) Serdidus; sobre ambdós Gregenti va exercir força influència. Gregenti va morir un temps després.
Les dates s'han d'ajustar i Abramius és el rei Abraha, que va regnar des de vers el 533 al 570 (abans va ser el governador militar axumita) i el va succeir Yaksum (570-577). La conquista axumita del Iemen la va fer Ella Azbeha II (519-536). Dunaan seria el rei himiàrita Masruq Dhu-Nuwas (també anomenat Yusuf Ashar, vers 517-525).

## Nomoi
Se li atribueix l'obra Nomoi ton Homeriton (Νόμοι των Όμηριτών, "Lleis dels homerites"), també conegut en llatí com a Leges Homeritarum,
Sol ser considerat com un codi de llei fictici que conté certa quantitat de material autèntic preislàmic del sud d'Àrab. Les lleis no estan ordenades temàticament, sinó que es poden subsumir en vuit epígrafs: (1) moral, matrimoni i família; (2) esclavitud; (3) dret a l'ocupació; (4) cultura i vida social; (5) crueltat contra els animals; (6) lleis de lloguer; (7) funcionaris; i (8) diversos. Dins de l'última classe hi ha lleis sobre bruixeria, enverinament, perjuri, robatori, càstigs extrajudicials, infracció de l'asil eclesiàstic, centres de treball per a delinqüents i prohibicions de mendicitat. Els nomoi no s'acosten a ser un codi de llei integral. No hi ha, per exemple, cap llei d'herència.
El Nomoi prescriu càstigs durs per a les transgressions, sovint la mutilació i els factors atenuants no s'admeten enlloc. No obstant això, destaquen les seves fortes prohibicions de colpejar la dona i la crueltat cap als animals, ja que la llei romano oriental no coneixia cap restricció al tractament dels animals. Les lleis semblen relacionades estrictament amb una comunitat urbana com Najrān. L'administració i la fiscalitat es regeixen d'una manera clarament romana. Les prohibicions del ball, el cant, el joc i el joc es poden extreure dels cànons del Concili de Trullo (691/692). En conjunt, la influència del dret canònic és limitada, però es proporcionen justificacions teològiques cristianes per a les lleis. Encara que el Nomoi és un codi de dret civil, es presenta com a promulgat per una força sobrenatural als geitoniarchai (administradors dels 36 districtes de Najrān). Porta el segell inconfusible d'un monjo cristià de fort esperit ascètic. En paraules de J. B. Bury, les lleis "il·lustren el tipus de legislació a la qual hauria apuntat l'esperit eclesiàstic, sense control,".
L'autenticitat del Nomoi va ser posada en dubte per primera vegada pel cardenal Jean-Baptiste-François Pitra el 1864. El van seguir molts, inclòs Louis Duchesne, però el 1969 Nina Pigulevskaya va defensar un origen del segle vi. Va pensar que el codi estava escrit a l'Imperi Romà d'Orient i mai va entrar en vigor a Ḥimyar. Irfan Shahîd i A. K. Irvine també han defensat l'autenticitat del codi. Garth Fowden considera que conté algun material autèntic. Esmenta un mercat d'esclaus en un lloc anomenat Trikanos o Trikanon, un lloc no documentat en cap altre lloc.
També deixar escrit un llibre titulat: Τοῦ ἐν ἁγίοις Πατρὸς ?μῶν Γρηγεντίου Ἀρχιεπισκόπου γενομένου Τεφρῶν διάλεχις μετὰ Ἰουδαίου, Ἑρβᾶν τούνομα, S. Patris nostri Gregentii Tephrensis Archiepiscopi Disputatio cum Herbano Judaeo. Gregenti hauria promulgat un codi en nom del rei Abraha, titular Νομοθεσία ὡς ἐκ προσώπον τοῦ εὐσεβεστάτου Βασιλέως Ἀβραμίου, que es conserva.